# Karin Peckert-Forsman
Karin Wanda Peckert-Forsman (* 24. Februar 1905 in Tallinn als Karin Forsman; † 21. Dezember 1970 in Garmisch-Partenkirchen), später verheiratete Karin Ehmann war eine estnische Skirennläuferin.

## Leben
Karin Peckert-Forsman zog in den 1920er Jahren nach Deutschland. In Rosenheim wohnhaft nahm sie in den 1930er Jahren an Wettkämpfen in Bayern teil. Sie heiratete 1930 in Paddington, London Joachim Peckert und 1944 in Garmisch-Partenkirchen Johann Ehmann.
Bei den Olympischen Winterspielen 1936 in Garmisch-Partenkirchen belegte sie in der Alpinen Kombination den 26. Platz. Sie nahm als erste Frau ihres Landes an Olympischen Spielen teil.